# João Almeida dos Santos
João Almeida dos Santos (Brejões, 23 de maio de 1946), é geólogo e deputado federal.

## Perfil
O baiano João Almeida nasceu na Cidade de Brejões no dia 23 de maio de 1946. É filho de Antonio Pereira dos Santos e Sizínia Arruda dos Santos, casado com Marina de Sant’Ana Lopes, pai de João Lucas, Rachel, Joana e Luzia. É geólogo formado pela Universidade Federal da Bahia (UFBA). 
Iniciou sua trajetória política em agremiações estudantis, nos anos de chumbo da ditadura militar. Foi presidente do Diretório Acadêmico da Escola de Geologia e posteriormente do Diretório Central dos Estudantes da UFBA, destacando-se como um dos líderes mais importantes no período 1965/1969. Pagou caro pela luta em defesa da democracia e da liberdade de expressão e de organização. Foi preso e condenado a um ano e meio de cadeia pelo regime militar. 
Nada disso o abateu muito menos impôs-lhe silêncio ou medo. Trabalhou como geólogo em empresas privadas dos setores de agricultura, mineração, construção civil e saneamento. Em 1980, foi eleito presidente da Associação Baiana de Geólogos. 
Com o fim da ditadura concentrou-se na mudança de rumos da política baiana e foi um dos principais articuladores das forças de oposição na Bahia (MDB), que elegeram o governador Waldir Pires e João Almeida deputado estadual constituinte, em seu primeiro mandato (1986). Foi líder do partido e do governo na Assembléia Legislativa da Bahia. 
Eleito pela primeira vez deputado federal (PMDB) em 1990 e depois pelo PSDB (1994), reelegendo-se seguidamente em 1998, 2002 e 2006. Está em seu quinto mandato no Congresso Nacional. É o líder eleito para 2010 da bancada do PSDB, Partido da Social Democracia Brasileira, na Câmara dos Deputados.
O espírito conciliador e a postura articuladora sempre balizaram a conduta de João Almeida na vida pública.Isto fez com que o relacionamento com os colegas parlamentares fosse sempre o melhor possível. Isso lhe permitiu posicionar-se entre os deputados mais influentes no Poder Legislativo, de acordo com o Departamento Intersindical de Assessoria Parlamentar- DIAP. É considerado um dos maiores especialistas no tema Reforma Partidária. Foi relator e autor da atual lei dos partidos e também das leis eleitorais que orientaram as últimas eleições. Considera que ainda é uma lei ainda muito distante do que é necessário para o país e defende uma mudança radical no sistema e que garanta um exercício de mandato mais livre dos interesses dos que financiam as campanhas e que os gastos sejam controláveis. Participou em 2008 e 2009 como membro titular da Comissão de Constituição e Justiça e de Cidadania, e das Comissões Especiais que debateram o Estatuto da Igualdade Racial, a Lei da Anistia, o Regime de Pagamento de Precatórios (PEC 351/09) e a exploração e produção de petróleo na área do Pré-Sal.
Em todos os seus mandatos, João Almeida participa ativamente dos trabalhos de maior interesse para a coletividade no Congresso Nacional, mobilizando a bancada e defendendo emendas e projetos de interesse dos baianos, assegurando a correta aplicação e lutando por mais recursos federais na Bahia. É um dos deputados que mais defende a união da bancada baiana, independente de partidos, nos esforços de captação de recursos federais para aplicação no Estado.
O deputado João Almeida tem como característica marcante a determinação. Não enxerga obstáculos, e luta na Câmara dos Deputados por decisões que sejam comum a cada cidadão. Movido pela sinceridade e praticidade, constrói soluções e ideais que promovam verdadeiras transformações nas diversas comunidades, principalmente do interior da Bahia. Esta atuação vem conquistando a confiança, o respeito e o carinho dos moradores dessas localidades que admiram o trabalho do deputado. 
Em seus cinco mandatos federais, João Almeida contribuiu para a transformação do cotidiano dos habitantes em mais de 100 municípios baianos. Somente no período 99/2002 foram conquistados mais de R$ 51 milhões aplicados em 48 municípios na execução de obras de abastecimento de água, quadras e ginásios de esporte, pavimentação de ruas, esgotamento sanitário, aguadas, barragens, açudes, perfuração de poços, apoio ao pequeno produtor, irrigação, eletrificação rural, estradas vicinais, construção e ampliação de hospitais, escolas, creches e postos de saúde, melhorias habitacionais, ambulâncias, unidades móveis de saúde, transporte escolar, patrulhas mecanizadas e máquinas agrícolas. Houve também recursos destinados a outras ações e programas de educação, saúde, esporte,lazer, qualificação profissional.

## Mandato Eletivo
Deputado Estadual (Constituinte), 1987-1991, BA, PMDB; Deputado Federal (Congresso Revisor), 1991-1995, BA, PMDB. Dt. Posse: 1 de fevereiro de 1991; Deputado Federal, 1995-1999, BA, PMDB. Dt. Posse: 1 de fevereiro de 1995; Deputado Federal, 1999-2003, BA, PSDB. Dt. Posse: 1 de fevereiro de 1999; Deputado Federal, 2003-2007, BA, PSDB. Dt. Posse: 1 de fevereiro de 2003; Deputado Federal, 2007-2011, BA, PSDB. Dt. Posse: 1 de fevereiro de 2007.

## Filiações Partidárias
MDB, 1970-1979; PMDB, 1980-1997; PSDB, 1997-.

## Atividades Partidárias
Vogal, Executiva Regional do PMDB, 1984-1986; Diretor, Fund. João Mangabeira, PMDB, 1985-1986; Líder do PMDB, 1988-1989 e 1989-1991; Líder do Governo, PMDB, 1989-1991; Vice-Líder do PMDB, 1991-1993; Vice-Líder do PSDB, 1999, 2003-2/2006, 28 de fevereiro de 2008 — 5 de fevereiro de 2009; Vice-Líder do Bloco PSDB/PTB, 2000 e 2001; Líder do PSDB, 3 de fevereiro de 2010-.

## Atividades Profissionais e Cargos Públicos
Técnico e dirigente de empresas privadas dos setores de mineração, agricultura, construção civil e saneamento; Diretor Técnico, Companhia de Engenharia Rural, BA, 1975-1977; Assistente do Prefeito de Salvador, BA, 1986-1987.

## Estudos
Geologia, Universidade Federal da Bahia, Salvador, 1965-1969.

## Atividades Parlamentares
CÂMARAS MUNICIPAIS, ASSEMBLÉIAS LEGISLATIVAS E CÂMARA LEGISLATIVA DO DF AECBA: Comissão para Elaboração do Regimento Interno: Relator. ALBA: Comissão de Educação, Esportes e Serviço Público: Presidente; Comissão de Minas, Energia, Ciência e Tecnologia: Membro; Comissão de Reforma Administrativa: Presidente; CPI Cia. de Navegação Baiana: Membro; CPI Violência: Membro. CONGRESSO NACIONAL COMISSÕES MISTAS: Planos, Orçamentos Públicos e Fiscalização: Titular e Suplente-; Comissão Mista Participação dos Trabalhadores nos Lucros ou Resultados da Empresa: Titular. CÂMARA DOS DEPUTADOS COMISSÕES PERMANENTES: Ciência e Tecnologia, Comunicação e Informática: Titular e Suplente; Constituição e Justiça e de Cidadania: Titular, -3/2005-9/2005, 9/2005-3/2006, 3/2006-1/2007, 4 de março de 2009 — 1 de fevereiro de 2010 e Suplente, 17 de maio de 2007 — 6 de fevereiro de 2008, 17 de novembro de 2008 — 2 de fevereiro de 2009; Defesa do Consumidor, Meio Ambiente e Minorias: Titular; Defesa Nacional: Suplente; Desenvolvimento Urbano e Interior: Suplente; Direitos Humanos: Suplente; Direitos Humanos e Minorias: Suplente, -3/2005, 3/2005-3/2006, 3/2006, 14 de fevereiro de 2007 — 6 de fevereiro de 2008, 5 de março de 2008 — 2 de fevereiro de 2009; Economia, Indústria e Comércio: Titular; Finanças e Tributação: Suplente, 11 de março de 2009 — 1 de fevereiro de 2010; Fiscalização Financeira e Controle: Titular e Suplente, 3/2005-3/2006; Minas e Energia: Suplente, 3/2005-3/2006, 3/2006, 14 de fevereiro de 2007 — 6 de fevereiro de 2008, 4 de março de 2008 — 2 de fevereiro de 2009; Relações Exteriores e de Defesa Nacional: Titular, 14 de fevereiro de 2007 — 6 de fevereiro de 2008, 5 de março de 2008 — 2 de fevereiro de 2009; Trabalho, Administração e Serviço Público: Suplente; Viação e Transportes: Titular. COMISSÕES ESPECIAIS: Atualização da Legislação Eleitoral e Partidária: Relator e Titular; Crimes de Responsabilidade do Presidente da República: Titular; Legislação Eleitoral e Partidária: Relator; Lei da Anistia: Titular, 31 de março de 2008-; Reforma Política: Titular-; PEC nº 003/07, Férias Coletivas Juízos e Tribunais: Suplente, 14 de abril de 2009-; PEC nº 3/99, Período de Mandato Eletivo: Relator e Titular; PEC nº 20/95, Parlamentarismo: Suplente; PEC nº 22/95, Elimina o Segundo Turno das Eleições Estaduais, Distrital e Municipais: Titular; PEC nº 007/03, Agentes Comunitários da Saúde: Titular, 6/2005-; PEC nº 24/91, Eleição Distrital Mista: Titular; PEC nº 33/99, Juízes Classistas: Suplente; PEC nº 43/95, Alistamento Eleitoral: Titular; PEC nº 45/91, Altera Legislação Eleitoral: Titular; PEC nº 57/95, Voto Facultativo: Presidente e Titular; PEC nº 277/00, Combustíveis: Titular; PEC nº 294/95, Benefícios aos Ex-Integrantes do Batalhão de Suez: Titular; PEC nº 351/09, Regime de Pagamento de Precatórios: Ttiualr, 16 de setembro de 2009-; PEC nº 446/05, Processo Eleitoral: Presidente, 10/2005- e Titular, 10/2005-; PEC nº 438/01, Trabalho Escravo: Suplente-; PEC nº 472-D/97, Regulamentação de Medidas Provisórias: Suplente; PEC nº 511/06, Edição de Medidas Provisórias: Titular, 13 de fevereiro de 2008-; PEC nº 524/02, Revitalização Bacia do São Francisco: Titular-; PEC nº 544/02, Tribunais Federais Regionais: Titular-; PEC nº 548/02, Coligações Eleitorais: Titular, 5/2005-2/2006; PEC nº 598/98, Idade Mínima para Cargo Eletivo: Titular; PEC nº 639/99, Proíbe Reeleição: Titular; PL 146/03, Licitações e Contratos: Titular-; PL nº 824/91, Propriedade Industrial: Suplente; PL nº 1.610/96, Exploração Recursos de Terras Indígenas: Titular, 19 de dezembro de 2007-; PL nº 2.502/07, Pré-Sal/ Exploração e Produção: Suplente, 16 de setembro de 2009-; PL nº 2.546/03, Parceria Público-Privada: Terceiro-Vice-Presidente- e Titular-; PL nº 2.695/97, Eleições de 1998: Titular; PL nº 3.198/00, Estatuto da Igualdade Racial: Titular; PL nº 3.981/93, Produtos que Contenham Asbesto/Amianto: Titular; PL nº 6.264/05, Estatuto da Igualdade Racial: Titular, 10 de março de 2008-; PL nº 6.666/06, Lei do Gás: Presidente, 4/2006-1/2007, Titular, 4/2006-1/2007, e Suplente, 16 de março de 2007-; PL 7.709/07, Licitações e Contratos: Titular, 6 de março de 2007 — 25 de abril de 2007; PLP nº 18/99, Responsabilidade Fiscal: Suplente; PLP nº 76/03, SUDENE: Titular-; Projeto em Trâmite Sistema Financeiro Nacional: Suplente; Reforma do Regimento Interno da Câmara dos Deputados: Titular; Reforma Política: Relator e Titular. COMISSÕES EXTERNAS: Audiências Preparatórias I Conferência de Combate ao Racismo: Titular; Conflito entre Médicos Baianos e Planos de Saúde: Titular-. CPIs: FINOR: Titular e Suplente; Privatização Setor Elétrico: Titular-.

## Atividades Representativa de Classes
Secretário, Executiva Nacional dos Estudantes de Geologia, 1966; Presidente e Secretário, Diretório Acadêmico, Esc. de Geologia, UFBA, 1967; Presidente, DCE, UFBA, 1968; Presidente, Associação Baiana de Geólogos.

## Conselhos
Membro, Conselho Diretor do Clube de Engenharia da Bahia; Membro, Conselho Universitário da Universidade Federal da Bahia, 1966-1968; Membro, CSVU da Universidade Federal da Bahia, 1986.

## Missão Oficial
Observador da XLVIII Assembléia das Nações Unidas, Nova York, EUA, 1993